# كريس سولي
كريس سولي (بالإنجليزية: Chris Solly)‏ (20 يناير 1991 في المملكة المتحدة - ) هو لاعب كرة قدم بريطاني في مركز الدفاع. شارك مع منتخب إنجلترا تحت 16 سنة لكرة القدم ومنتخب إنجلترا تحت 17 سنة لكرة القدم. أما مع النوادي، فقد لعب مع تشارلتون أثلتيك.

## وصلات خارجية
- كريس سولي على موقع قاعدة بيانات كرة القدم.إي يو (الإنجليزية)
- كريس سولي على موقع Soccerbase.com (لاعب) (الإنجليزية)
- كريس سولي على موقع Soccerway.com (الإنجليزية)